# Frangula californica
Frangula californica là một loài thực vật có hoa trong họ Táo. Loài này được (Eschsch.) A.Gray mô tả khoa học đầu tiên năm 1849.